# Sumaya bint al-Hassan
Sumaya bint al-Hassan (in arabo سمية بنت الحسن‎?; Amman, 14 maggio 1971) è una principessa giordana.

## Biografia
La principessa Sumaya è nata ad Amman nel 1971, secondogenita di Hassan bin Talal e di Sarvath Ikramullah.
Studiò all'International Community School di Amman e alla Sherborne School nel Dorset, laureandosi in seguito al Courtauld Institute of Art di Londra, dove lavorò presso il Victoria and Albert Museum e per Sotheby's.
Dal 20 agosto 1992 fino al divorzio nel 2008 è stata sposata con il politico Nasser Judeh.

### Attività
Dal 1991 presiede il consiglio di amministrazione della Princess Sumaya University for Technology. Nel 2006 divenne presidente della Società Scientifica Reale giordana.
Presiedette l'8⁰ Forum mondiale delle scienze che ebbe luogo in Giordania nel 2017. 
Dal 2017 al 2019 è stata Inviata Speciale dell'UNESCO per la Scienza per la Pace su nomina di Irina Bokova.
Nel 2018 venne eletta presidente del consiglio dei governatori del centro tecnologico dell'ESCWA. Dal 2019 fino al 2022 fu il presidente dell'Associazione Mondiale delle Organizzazioni di Ricerca Industriale e Tecnologica (WAITRO).

## Discendenza
Sumaya bint al-Hassan e Nasser Judeh ebbero due figli e due figlie:
- Tariq Judeh (Londra, 1994);
- Zein al-Sharaf Judeh (Londra, 1994), gemella del precedente;
- Ali Judeh (1996);
- Sukayna Judeh (1998).

## Ascendenza
|                               |                                     |                           | Genitori                        |  |  | Nonni |  |  | Bisnonni                 |  |  | Trisnonni         |  |
|                               |                                     |                           |                                 |  |  |       |  |  | Abd Allah I di Giordania |  |  | al-Husayn ibn Ali |  |
|                               |                                     |                           |                                 |  |  |       |  |  | Abd Allah I di Giordania |  |  | al-Husayn ibn Ali |  |
|                               |                                     | Abdiyya bint Abdullah     |                                 |  |  |       |  |  | Abd Allah I di Giordania |  |  |                   |  |
| Talal di Giordania            |                                     |                           |                                 |  |  |       |  |  | Abd Allah I di Giordania |  |  |                   |  |
|                               |                                     | Musbah bint Nasser        | Nasser                          |  |  |       |  |  |                          |  |  |                   |  |
|                               |                                     | Musbah bint Nasser        | Nasser                          |  |  |       |  |  |                          |  |  |                   |  |
|                               |                                     | Musbah bint Nasser        | Dilber Khanum                   |  |  |       |  |  |                          |  |  |                   |  |
| Hassan bin Talal              |                                     | Musbah bint Nasser        |                                 |  |  |       |  |  |                          |  |  |                   |  |
|                               |                                     | Jamil bin Nasser          | Nasser                          |  |  |       |  |  |                          |  |  |                   |  |
|                               |                                     | Jamil bin Nasser          | Nasser                          |  |  |       |  |  |                          |  |  |                   |  |
|                               |                                     | Jamil bin Nasser          | Dilber Khanum                   |  |  |       |  |  |                          |  |  |                   |  |
| Zein al-Sharaf Talal          |                                     | Jamil bin Nasser          |                                 |  |  |       |  |  |                          |  |  |                   |  |
|                               |                                     | Wijdan Shakir Pasha       | ...                             |  |  |       |  |  |                          |  |  |                   |  |
|                               |                                     | Wijdan Shakir Pasha       | ...                             |  |  |       |  |  |                          |  |  |                   |  |
|                               |                                     | Wijdan Shakir Pasha       | ...                             |  |  |       |  |  |                          |  |  |                   |  |
| Sumaya bint al-Hassan         |                                     | Wijdan Shakir Pasha       |                                 |  |  |       |  |  |                          |  |  |                   |  |
|                               | Bahadur Hafiz Mohammed Wilayatullah | ...                       |                                 |  |  |       |  |  |                          |  |  |                   |  |
|                               | Bahadur Hafiz Mohammed Wilayatullah | ...                       |                                 |  |  |       |  |  |                          |  |  |                   |  |
|                               | Bahadur Hafiz Mohammed Wilayatullah | ...                       |                                 |  |  |       |  |  |                          |  |  |                   |  |
| Mohammed Ikramullah           | Bahadur Hafiz Mohammed Wilayatullah |                           |                                 |  |  |       |  |  |                          |  |  |                   |  |
|                               |                                     | ...                       | ...                             |  |  |       |  |  |                          |  |  |                   |  |
|                               |                                     | ...                       | ...                             |  |  |       |  |  |                          |  |  |                   |  |
|                               |                                     | ...                       | ...                             |  |  |       |  |  |                          |  |  |                   |  |
| Sarvath Ikramullah            |                                     | ...                       |                                 |  |  |       |  |  |                          |  |  |                   |  |
|                               |                                     | Hassan Suhrawardy         | Ubaidullah Al Ubaidi Suhrawardy |  |  |       |  |  |                          |  |  |                   |  |
|                               |                                     | Hassan Suhrawardy         | Ubaidullah Al Ubaidi Suhrawardy |  |  |       |  |  |                          |  |  |                   |  |
|                               |                                     | Hassan Suhrawardy         | ...                             |  |  |       |  |  |                          |  |  |                   |  |
| Shaista Suhrawardy Ikramullah |                                     | Hassan Suhrawardy         |                                 |  |  |       |  |  |                          |  |  |                   |  |
|                               |                                     | Sahibzadi Shah Banu Begum | ...                             |  |  |       |  |  |                          |  |  |                   |  |
|                               |                                     | Sahibzadi Shah Banu Begum | ...                             |  |  |       |  |  |                          |  |  |                   |  |
|                               |                                     | Sahibzadi Shah Banu Begum | ...                             |  |  |       |  |  |                          |  |  |                   |  |
|                               |                                     | Sahibzadi Shah Banu Begum |                                 |  |  |       |  |  |                          |  |  |                   |  |